# Bartl (Tyrlaching)
Bartl ist ein Gemeindeteil der Gemeinde Tyrlaching im oberbayerischen Landkreis Altötting.
Der Weiler liegt etwa zwei Kilometer nordöstlich des Hauptortes zwischen Aichbichl im Westen und Oberschnitzing im Osten auf freier Flur und ist überwiegend landwirtschaftlich geprägt.